# Gonomyia filiformis
Gonomyia filiformis là một loài ruồi trong họ Limoniidae. Chúng phân bố ở miền Tân bắc.